# 第三代滕比子爵威廉·劳埃德·乔治
第三代滕比子爵威廉·劳埃德·乔治（英語：William Lloyd George, 3rd Viscount Tenby，1927年11月7日—2023年6月12日），太平绅士，是英国的一名贵族和军官。他是英国前首相大卫·劳埃德·乔治的孙子，同时也是英国颁布《1999年上议院法令》后当选的英国上议院90位世袭贵族议员之一。

## 早年境况
威廉·劳埃德·乔治是第一代滕比子爵格威利姆·劳埃德·乔治与艾德娜·格温弗·琼斯（Edna Gwenfrom Jones）的小儿子；他的父亲格威利姆·劳埃德·乔治是国家自由党的党员，并在1954年至1957年期间担任英国内政大臣，后被册封为滕比子爵。 他也是自由党首相大卫·劳埃德·乔治的孙子，他经常在学校放假的时候前往萨里郡丘尔特村的布朗伊德探视他。
从伊斯特本学院毕业后，威廉进入皇家威尔士燧发枪团服役，随后他转入该军团的地方自卫队服役。 1949年，他进入剑桥大学圣凯瑟琳学院学习历史并获得学士学位。

## 职业生涯
威廉·劳埃德·乔治在1974年于克莱因沃特·本森投资银行担任公共关系顾问之前曾于联合自治领信托担任广告经理，他随后在1988年辞职并在圣詹姆斯公共关系公司（St James Public Relations）担任主席。

### 政治履历
1984年，威廉接替其兄长第二代滕比子爵大卫·劳埃德·乔治出任滕比子爵。
他曾于1983年至2015年期间担任英国上议院的俗职中立议员；在此期间，他曾任职于上议院的程序和特权委员会、选举委员会 (英国上议院)。威廉是英国颁布《1999年上议院法令》后当选的世袭贵族议员之一。他曾就英格兰东南部的过度开发、单位罚款、杰出自然风景区的风力发电涡轮机、死亡权和堕胎等议题发声。
根据《2014年上议院改革法令》，威廉·劳埃德·乔治在2015年5月1日从英国上议院退休。 他的退休还引发了一场补选，最终由第四代埃文斯山男爵杰弗里·埃文斯当选。
威廉·劳埃德·乔治同时还是汉普郡的太平绅士，他曾于1990年到1994年担任东北汉普郡地方推事主席，并担任该地的英格兰乡村保护理事会的领导。

## 个人生活
威廉·劳埃德·乔治与厄休拉·戴安娜·埃塞尔·梅德利科特（Ursula Diana Ethel Medlicott）在1955年结婚，他们的婚姻一直持续到厄休拉于2022年辞世。 厄休拉·戴安娜·埃塞尔·梅德利科特是亨利·爱德华·梅德利科特（Henry Edward Medlicott）中校与克莱尔·夏洛特·马乔里·加布里埃尔·戈塞林（Clare Charlotte Marjorie Gabrielle Gosselin）的女儿，同时也是板球运动员沃尔特·梅德利科特（Walter Medlicott）的侄女。 他们共同育有三个子女：萨拉·格温弗隆·劳埃德·乔治（Sara Gwenfron Lloyd George）、克莱尔·梅尔·劳埃德·乔治（Clare Mair Lloyd George）和第四代滕比子爵蒂莫西·亨利·格温林·劳埃德·乔治（Timothy Henry Gwilym Lloyd George）。

### 死讯
威廉·劳埃德·乔治于2023年6月12日辞世，享年95岁。